# François Henri Stanislas de l’Aulnaye
François Henri Stanislas de l’Aulnaye (Madrid, 1739 - París, 1830) nascut a la capital d'Espanya però d'origen francès, es dedicà a l'estudi de les ciències naturals, les llengües, la música i a la filosofia hermètica.
Acabats els estudis literaris a Versalles, es dedicà a la música i fou un dels primers socis del Museu de París i poc temps després el seu secretari. Col·laborà en les obres de Rousseau, publicades el 1788 per l'abat Brizard, escrivint excel·lents notes en tots els escrits d'aquell filòsof, concernents a la música.
Les seves obres principals són: Mémoire sur un nouveau système de notation musicale (Paris, 1785); De la saltation théâtrale ou Recherches sur l'origine, les progrés et les effets de la pantomime chez les anciens, dissertació premiada per l'Acadèmia de les Inscripcions el 1790; Histoire générale et particulière des religions et du culte de tous les peuples du monde, tant anciens que modernes (Paris, 1792); Lettres d'Héloïse et d'Abailard (Paris, 1796); una edició de Rabelais (1823), amb notes, informacions bibliogràfiques i un glossari; una traducció del Quixot i una Vie de Jean Jacques Rousseau que pateix del defecte de participar més del caràcter de la novel·la que del de la història.
Després de consumir el seu patrimoni, hagué de viure de la seva ploma. Morí en l'Hospici de Chaillot.